# 재래 작물

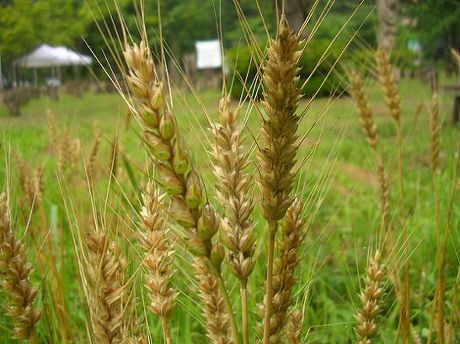
재래종 앉은뱅이밀

재래 작물(在來作物, heirloom plant)은 예로부터 전하여 내려오는 농작물, 원예작물 등의 재배 식물이다. 토종 작물(土種作物)로도 부른다. 많은 재래 채소는 방임 수분을 통해 형질 보존이 이루어졌으며, 과일의 경우 꺾꽂이나 접붙이기를 통한 번식을 통해 형질 보존이 이루어졌다.
근대화 이후 많은 재래 품종이 대규모 영농에 적합한 개량 품종에 밀려났지만, 현대에 들어서는 소규모 도시 농업 등을 중심으로 다시 재래 작물 재배가 활발해지고 있다. 씨앗 도서관에서 재래 작물 종자를 수집·보존·대여하기도 한다.

## 같이 보기
- 재래 품종
- 토종 식물